# Tiếp thị gián đoạn
Tiếp thị gián đoạn (tiếng Anh: interruption marketing hay còn gọi là outbound marketing: tiếp thị bên ngoài): là loại hình tiếp thị làm gián đoạn dòng hoạt động của người xem, với đặc điểm "đánh cắp" sự chú ý của người xem và chuyển hướng quan tâm của người xem sang sản phẩm, dịch vụ của doanh nghiệp đang xuất hiện. Đây được coi là một phiên bản gây phiền nhiễu của cách tiếp thị truyền thống, theo đó các công ty tập trung vào việc tìm kiếm khách hàng thông qua quảng cáo. Mặc dù người dùng có thể không có hứng thú với quảng cáo, chiến lược này phải phụ thuộc vào việc truyền tải thông điệp có tác động cao và tạo ra sự phản hồi bằng cách tạo ra sự quen thuộc thông qua sự lặp lại. Phạm vi tiếp cận của tiếp thị gián đoạn phụ thuộc hoàn toàn vào kênh được sử dụng. Đây được xem là tiếp thị giao tiếp một chiều, chỉ từ phía công ty chủ động liên hệ tìm kiếm khách hàng tiềm năng mặc cho khách hàng có nhu cầu, quan tâm về sản phẩm, dịch vụ của doanh nghiệp hay không.

## Các hình thức tiếp thị gián đoạn
Tiếp thị gián đoạn có thể được thực hiện dưới nhiều hình thức khác nhau , chẳng hạn như:
- Facebook: quảng cáo hàng hóa hoặc dịch vụ trên newsfeed hoặc các nơi khác trên nền tảng của họ.
- Tiếp thị qua điện thoại: hành động quảng bá hàng hóa hoặc dịch vụ qua điện thoại.[2]
- In quảng cáo truyền thông: quảng bá sản phẩm qua báo hoặc tạp chí.
- Các cuộc gọi ngẫu nhiên hay Gọi điện lạnh: việc mời gọi kinh doanh từ những khách hàng tiềm năng không có liên hệ trước với nhân viên bán hàng thực hiện cuộc gọi.
- Thư trực tiếp: thông tư quảng cáo được gửi trực tiếp qua thư.
- Thư rác: thư điện tử được gửi đến danh sách người nhận lớn.
- Quảng cáo xen kẽ và quảng cáo chuyển tiếp: làm gián đoạn hoặc trì hoãn nội dung được chọn của người dùng.[3][4]
- Quảng cáo trên TV / radio: quảng bá sản phẩm qua truyền hình và radio.

## Ưu điểm của tiếp thị gián đoạn
Lợi ích của tiếp thị gián đoạn đối với một doanh nghiệp phụ thuộc vào những gì công ty mong muốn đạt được. Nếu công ty có đủ tiền để đầu tư vào một chiến dịch quảng cáo và quản lý muốn có kết quả nhanh chóng, thì tiếp thị gián đoạn có thể là phù hợp nhất. Hầu hết các doanh nghiệp phụ thuộc vào tiếp thị gián đoạn để mang lại lợi nhuận của họ.
Một số ưu điểm của tiếp thị gián đoạn:
- Tiếp cận được nhiều đối tượng khách hàng.
- Kết quả chiến dịch có thể dự đoán và đo lường.
- Các chiến dịch có thể được kiểm soát chặt chẽ.
- Hỗ trợ cho việc xây dựng thương hiệu

## Nhược điểm của tiếp thị gián đoạn
Với tiếp thị gián đoạn, các doanh nghiệp luôn tìm nhiều cách khác nhau để đối phó với sự từ chối từ các khách hàng tiềm năng. Tuy nhiên tiếp thị gián đoạn cũng có những nhược điểm trong môi trường tiếp thị hiện đại:
- Doanh nghiệp khi thực hiện loại tiếp thị này khó theo dõi được lợi tức đầu tư ROI.
- Tỷ lệ chuyển đổi thấp: Không có đối tượng mục tiêu và các thương hiệu chỉ đang tạo ra một mạng lưới rộng khắp mọi người. Vì điều này, bạn không thể nhận được tin nhắn cá nhân, từ đó tỷ lệ chuyển đổi thành khách hàng của doanh nghiệp rất thành.
- Chi phí cho các chiến dịch marketing lớn: Trên thực tế, theo HubSpot, khi bạn có được một khách hàng tiềm năng thông qua tiếp thị inbound, chi phí trung bình thấp hơn 61% so với việc có được một khách hàng tiềm năng thông qua tiếp thị outbound. Vì chiến lược đòi hỏi phải có một mạng lưới khá rộng, nên chi phí để phát triển và thực hiện quảng cáo trên các kênh cao hơn.  Vì vậy đây được coi là loại hình tiếp thị rất tốn kém mà không đem lại hiệu quả cao cho doanh nghiệp thực hiện.
- Hiệu quả tiếp thị tức thời: tiếp thị gián đoạn này chỉ có hiệu ứng trong một thời gian ngắn, thường là thời gian đầu khi doanh nghiệp bắt đầu chiến dịch.
- Sự từ chối từ khách hàng: Tiếp thị gián đoạn không nhắm mục tiêu cá nhân hóa đến các khách hàng cụ thể, điều này khiến khách hàng khó chịu, và gián tiếp đẩy xa khách hàng khỏi sản phẩm, dịch vụ của doanh nghiệp.  Khách hàng cảm thấy khó chịu bởi những tin nhắn không mong muốn này, điều đó có nghĩa là họ sẽ bỏ qua chúng.
- Sự phát triển của kỹ thuật chặn: sự gia tăng và phát triển của công nghệ phòng chống, từ chối nhận thông tin qua điện thoại, mạng xã hội,... khiến cho loại hình tiếp thị này khó chấp nhận trong xu thế Marketing hiện đại thay đổi mạnh mẽ. Khi người tiêu dùng hiểu biết nhiều hơn, họ ngày càng có khả năng hạn chế tiếp xúc với quảng cáo thông qua các kỹ thuật như danh sách chặn cuộc gọi, bộ lọc spam và sử dụng TiVo chẳng hạn.

## Tiếp thị cho phép và Tiếp thị gián đoạn
Đối lập với tiếp thị gián đoạn, tiếp thị cho phép là nhiều hơn về việc tìm kiếm bởi khách hàng. Các thành phần chính của tiếp thị cấp phép bao gồm nội dung, tối ưu hóa công cụ tìm kiếm và phương tiện truyền thông xã hội. Với sự cho phép tiếp thị, công ty được khuyến khích xây dựng mối quan hệ lâu dài với khách hàng có thể có lợi về lâu dài. Ngoài ra tiếp thị trong nước cho phép lưu lượng truy cập được nhắm mục tiêu nhiều hơn trên các trang web làm tăng tỷ lệ chuyển đổi.  Trên thực tế, với công nghệ, tiếp thị cấp phép thường được coi là hiệu quả hơn và ít tốn kém hơn.
Theo Brian Halligan, CEO và người sáng lập HubSpot, các kỹ thuật tiếp thị gián đoạn đang trở nên kém hiệu quả hơn, nêu rõ:
Con người trung bình của bạn ngày nay tràn ngập hơn 2000 gián đoạn tiếp thị bên ngoài mỗi ngày và đang tìm ra nhiều cách sáng tạo hơn để chặn chúng, bao gồm ID người gọi, lọc thư rác, TiVo và radio vệ tinh Sirius. Thứ hai, chi phí phối hợp xung quanh việc tìm hiểu về một cái gì đó mới hoặc mua một thứ gì đó mới bằng internet (công cụ tìm kiếm, blog và các trang truyền thông xã hội) hiện thấp hơn nhiều so với việc đi đến hội thảo tại Marriott hoặc bay đến một triển lãm thương mại ở Las Vegas.
Tuy nhiên, hầu hết mọi người đã quen với việc tiếp thị gián đoạn và điều này thường dẫn đến việc các công ty chi nhiều ngân sách tiếp thị của họ cho tiếp thị bên ngoài. Để có thể đạt được những lợi thế bổ sung, một số công ty đang kết hợp cả tiếp thị gián đoạn và cho phép, và sử dụng nhiều kênh để tiếp cận đối tượng lớn hơn.
| Tiếp thị cho phép (Inbound marketing)                            | Tiếp thị gián đoạn (Outbound marketing)                                         |
| ---------------------------------------------------------------- | ------------------------------------------------------------------------------- |
| Khách hàng chủ động liên hệ với công ty.                         | Công ty chủ động liên hệ khách hàng.                                            |
| Giao tiếp 1-1, hai chiều từ công ty với khách hàng và ngược lại. | Giao tiếp 1-nhiều, một chiều từ công ty đến khách hàng và không có sự phản hồi. |
| Quảng cáo có sự cho phép của khách hàng.                         | Quảng cáo làm gián đoạn khách hàng.                                             |
| Tốn ít chi phí.                                                  | Tốn nhiều chi phí.                                                              |